# Císařské hrobky dynastií Ming a Čching
Císařské hrobky dynastií Ming a Čching je řada mnoha hrobek čínských císařů z dob dynastií Ming a Čching. Tyto hrobky jsou důležitou součástí čínské historie a kultury, pročež byla řada z nich v roce 2000 zařazena na Seznam světového dědictví UNESCO. V roce 2003 pak došlo k prvnímu a roku 2004 ke druhému rozšíření o dalších několik hrobek. Hrobky se nacházejí v několika čínských provinciích, u Pekingu, v Liao-ning a Ťiang-su.

## Přehled hrobek
Mezi císařské hrobky dynastií Ming a Čching byly roku 2000 zařazeny:
- Hrobka Sien-ling v Čung-siangu v provincii Chu-pej v níž jsou pohřbeni rodiče mingského císaře Ťia-ťinga.
- Čchingské východní hrobky rozložené v Cun-chua, 125 km severovýchodně od Pekingu; komplex mauzoleí a hrobek 5 císařů (Šun-č’, Kchang-si, Čchien-lung, Sien-feng, Tchung-č’), 15 císařoven, 136 manželek a konkubín císařů, 3 princů a 2 princezen dynastie Čching. Areál má rozlohu 80 km².
- Čchingské západní hrobky rozložené v okrese I v provincii Che-pej, 140 km jihozápadně od Pekingu. Pohřbeno je zde 78 členů dynastie Čching, včetně čtyř císařů (Jung-čeng, Ťia-čching, Tao-kuang, Kuang-sü).

Roku 2003 byla památka rozšířena o hroby císařů a předních osobností mingského období:
- Mingské hrobky nacházející se 42 km severozápadně od centra Pekingu v pekingském městském obvodu Čchang-pching. Pohřbeno je zde 13 migských císařů.
- Ming-siao-ling na jižním úpatí Purpurové hory východně od historického centra Nankingu v provincii Ťiang-su. Pohřben je zde první mingský císař Chung-wu a jeho manželka, císařovna Ma.
- Hrobka Čchang Jü-čchuna leží na území dnešního Nankingu, stejně jako pět následujících hrobek,
- hrobka Čchiou Čchenga,
- hrobka Wu Lianga,
- hrobka Wu Čena,
- hrobka Sü Taa a
- hrobka Li Wen-čunga.

Roku 2004 přibyly ještě tři hrobky z počátků dynastie Čching stojící v provincii Liao-ning:
- Hrobka Jung-ling na území dnešního Fu-šunu v provincii Liao-ning. Pochováni jsou zde předkové Nurhačiho, zakladatele moci Mandžuů a pozdější dynastie Čching
- Hrobka Fu-ling na území dnešního Šen-jangu v provincii Liao-ning. Pohřben je v ní Nurhači a jeho císařovna.
- Hrobka Čao-ling na území dnešního Fu-šunu v provincii Liao-ning. Pohřben je v ní Chuang Tchaj-ťi, první císař dynastie Čching a jeho císařovna.